# Kabinet-Woodrow Wilson
Het kabinet-Woodrow Wilson was de uitvoerende macht van de Verenigde Staten van Amerika van 4 maart 1913 tot 4 maart 1913. Gouverneur van New Jersey Woodrow Wilson van de Democratische Partij werd gekozen als de 28e president van de Verenigde Staten na het winnen van de presidentsverkiezingen van 1912 over de kandidaat van de Republikeinse Partij zittend president William Howard Taft uit Ohio en voormalig president Theodore Roosevelt uit New York de kandidaat van de Progressieve Partij. Wilson werd herkozen voor een tweede termijn in 1916 na het verslaan van de Republikeinse kandidaat voormalig rechter voor het Hooggerechtshof en oud-gouverneur van New York Charles Evans Hughes. Op aandringen van de Democratische partijtop besloot Wilson zich niet kandidaat te stellen voor een nieuwe termijn in de presidentsverkiezingen van 1920.
| Nr.              | Functie(s) | Functie(s)                            | Ambtsbekleder          | Ambtsbekleder                      | Ambtstermijn     | Ambtstermijn     | Partij(en) |
| ---------------- | ---------- | ------------------------------------- | ---------------------- | ---------------------------------- | ---------------- | ---------------- | ---------- |
| 28               |            | President van de Verenigde Staten     | Woodrow Wilson         | Woodrow Wilson (1856–1924)         | 4 maart 1913     | 4 maart 1921     | D          |
| 28               |            | Vicepresident van de Verenigde Staten | Thomas Marshall        | Thomas Marshall (1854–1925)        | 4 maart 1913     | 4 maart 1921     | D          |
| Nr.              | Functie(s) | Functie(s)                            | Ambtsbekleder          | Ambtsbekleder                      | Ambtstermijn     | Ambtstermijn     | Partij(en) |
| 41               |            | Minister van Buitenlandse Zaken       | William Jennings Bryan | William Jennings Bryan (1860–1925) | 4 maart 1913     | 9 juni 1915      | D          |
| 41               |            | Minister van Buitenlandse Zaken       | Robert Lansing         | Robert Lansing (1864–1928)         | 9 juni 1915      | 14 februari 1920 | D          |
| [ 2 ]            |            | Minister van Buitenlandse Zaken       | Frank Polk             | Frank Polk (1871–1943)             | 14 februari 1920 | 23 maart 1920    | D          |
| 42               |            | Minister van Buitenlandse Zaken       | Bainbridge Colby       | Bainbridge Colby (1869–1950)       | 23 maart 1920    | 4 maart 1921     | D          |
| 46               |            | Minister van Financiën                | William McAdoo         | William McAdoo (1863–1941)         | 4 maart 1913     | 16 december 1918 | D          |
| 47               |            | Minister van Financiën                | Carter Glass           | Carter Glass (1858–1946)           | 16 december 1918 | 1 februari 1920  | D          |
| 48               |            | Minister van Financiën                | David Houston          | David Houston (1866–1940)          | 1 februari 1920  | 4 maart 1921     | D          |
| 46               |            | Minister van Oorlog                   | Lindley Garrison       | Lindley Garrison (1864–1932)       | 4 maart 1913     | 10 februari 1916 | D          |
|                  |            | Minister van Oorlog                   | Vacant                 |                                    |                  |                  |            |
| 47               |            | Minister van Oorlog                   | Newton Baker           | Newton Baker (1871–1937)           | 9 maart 1916     | 4 maart 1921     | D          |
| 41               |            | Minister van de Marine                | Josephus Daniels       | Josephus Daniels (1862–1948)       | 4 maart 1913     | 4 maart 1921     | D          |
| 48               |            | Minister van Justitie                 | James McReynolds       | James McReynolds (1862–1946)       | 4 maart 1913     | 29 augustus 1914 | D          |
| 49               |            | Minister van Justitie                 | Thomas Gregory         | Thomas Gregory (1866–1933)         | 29 augustus 1914 | 4 maart 1919     | D          |
| 50               |            | Minister van Justitie                 | Mitchell Palmer        | Mitchell Palmer (1872–1936)        | 4 maart 1919     | 4 maart 1921     | D          |
| 26               |            | Minister van Binnenlandse Zaken       | Franklin Lane          | Franklin Lane (1864–1921)          | 4 maart 1913     | 1 maart 1920     | D          |
| [ 2 ]            |            | Minister van Binnenlandse Zaken       |                        | Alexander Vogelsang (1861–1930)    | 1 maart 1920     | 13 maart 1920    | D          |
| 27               |            | Minister van Binnenlandse Zaken       | John Payne             | John Payne (1855–1935)             | 13 maart 1920    | 4 maart 1921     | D          |
| 5                |            | Minister van Landbouw                 | David Houston          | David Houston (1866–1940)          | 4 maart 1913     | 1 februari 1920  | D          |
| 6                |            | Minister van Landbouw                 | Edwin Meredith         | Edwin Meredith (1876–1928)         | 1 februari 1920  | 4 maart 1921     | D          |
| 1                |            | Minister van Economische Zaken        | William Redfield       | William Redfield (1858–1932)       | 4 maart 1913     | 31 oktober 1919  | D          |
|                  |            | Minister van Economische Zaken        | Vacant                 |                                    |                  |                  |            |
| 2                |            | Minister van Economische Zaken        | Joshua Alexander       | Joshua Alexander (1852–1936)       | 19 december 1919 | 4 maart 1921     | D          |
| 1                |            | Minister van Arbeid                   | William Wilson         | William Wilson (1862–1934)         | 4 maart 1913     | 4 maart 1921     | D          |
| 45               |            | Minister van Posterijen               | Albert Burleson        | Albert Burleson (1863–1937)        | 4 maart 1913     | 4 maart 1913     | D          |
| Executive Office |            |                                       |                        |                                    |                  |                  |            |
| Nr.              | Functie(s) | Functie(s)                            | Ambtsbekleder          | Ambtsbekleder                      | Ambtstermijn     | Ambtstermijn     | Partij(en) |
|                  |            | Secretaris van de president           | Joseph Tumulty         | Joseph Tumulty (1879–1954)         | 4 maart 1913     | 4 maart 1921     | D          |

Washington ·
J. Adams ·
Jefferson ·
Madison ·
Monroe ·
J.Q. Adams ·
Jackson ·
Van Buren ·
W.H. Harrison ·
Tyler ·
Polk ·
Taylor ·
Fillmore ·
Pierce ·
Buchanan ·
Lincoln ·
A. Johnson ·
Grant ·
Hayes ·
Garfield ·
Arthur ·
Cleveland I ·
B. Harrison ·
Cleveland II ·
McKinley ·
T. Roosevelt ·
Taft ·
Wilson ·
Harding ·
Coolidge ·
Hoover ·
F.D. Roosevelt ·
Truman ·
Eisenhower ·
Kennedy ·
L.B. Johnson ·
Nixon ·
Ford ·
Carter ·
Reagan ·
G.H.W. Bush ·
Clinton ·
G.W. Bush ·
Obama ·
Trump I ·
Biden ·
Trump II